# Jonathan Powell (Trompeter)
Jonathan Powell (* 15. Februar 1982 in Largo, Florida) ist ein US-amerikanischer Musiker (Trompete) des Modern Jazz und des Latin Jazz.

## Leben und Wirken
Powell begann im Alter von zwölf Jahren Trompete zu spielen; als Schüler war er Mitglied der All-State Band und der All-State Jazz Band. Er besuchte die North Carolina School of the Arts, an der er mit Gleichgesinnten die Gruppe Quantum gründete, die den Preis für die beste studentische Jazzgruppe bei den Down Beat Student Awards (1998, 1999) erhielt. Anschließend kehrte er in seine Heimatstadt zurück, um in der Musikszene Floridas aktiv zu werden. Er trat mit vielen Gruppen auf, darunter Bogus Pomp (eine Frank-Zappa-Repertoire-Band), SHIM (Avantgarde-Jazz), Rocksteady @ 8 (Reggae, Ska, Rocksteady) sowie mit eigenen Gruppen. Erste Aufnahmen entstanden 2001 mit der Formation Ghetto Love Sugar (The Uncertainty Principle).
In den folgenden Jahren spielte Powell u. a. mit Sam Rivers, ab 2005 in New York mit Hisayo Tominaga, in der Gregorio Uribe Big Band und dem Pedro Giraudo Jazz Orchestra. Weiterhin kam es zur Zusammenarbeit mit Paquito D’Rivera, Lonnie Plaxico, Antonio Hart, Michael Philip Mossman, Andy Milne and Dapp Theory, Benny Reid, Zé Luis Oliveira, Larry Coryell und Reggie Workman.
Um 2010 spielte Powell sein Debütalbum Transcend ein, an dem Jeremy Powell, Yayoi Ikawa, Richard Padron, Jim Robertson und Kenny Grohowski beteiligt waren. Mit seinem Nonett Nu Sangha folgte 2015 Beacons of Light. Er ist auch auf Tonträgern von Miguel Zenón (Identities Are Changeable; 2014), Florencia Gonzalez (Between Loves), Little Johnny Rivero, Darcy James Argues Secret Society, Ralph Irizarry, der Frank Carlberg Pedro Giraudo Big Band, Arturo O’Farrill/Chucho Valdés, Eddie Palmieri (Sabiduría, 2017) und Miho Hazama (Dancer in Nowhere, 2018) zu hören. Im Bereich des Jazz war er laut Tom Lord zwischen 2001 und 2018 an 23 Aufnahmesessions beteiligt.

## Diskographische Hinweise
- Jonathan Powell & Nu Sangha: Beacons of Light (Truth Revolution Records, 2015, mit Jeremy Powell, Sofia Tosello, Richard Padron, Yayoi Ikawa, Jim Robertson, Kenny Grohowski, Rohin Khemani, sowie Blitz the Ambassador)[1]